# Signed Sealed and Delivered
Signed Sealed and Delivered é uma canção de Cowboy Copas (co-creditado à Lois Mann). Copas gravou uma versão para a King Records em 1947 e alcançou o número 2 da parada Country em 1948.
Copas posteriormente regravaria a canção em 1961 pela ´Starday Records, em Stereophonic Sound e em um estilo mais moderno (para a época). Esta versão entrou na parada Country, alcançando o número 10.

## Versões cover
- Em 1961 Rusty Draper gravou uma versão que alcançou o número 20 da parada Easy Listening.
- Em 1963 James Brown e os The Famous Flames gravaram uma versão R&B[2] que alcançou o número 77 da parada Pop.[3] Brown e os The Flames também apresentaram a canção no álbum ao vivo de 1964 Pure Dynamite! Live at the Royal.
- Outros intérpretes que gravaram a cação incluem Hank Thompson e Lefty Frizzell.